# 淫魔の乱舞
『淫魔の乱舞』（いんまのらんぶ）は、漫画家・序ノ口譲二の短編集。現在は絶版。
9作の収録作中6作は松文館が創刊した青年向け漫画雑誌(正確にはアンソロジー形式の単行本)、『COMIC NENE』(第4号より『COMICねね』に改称の後、第8号で休刊)に掲載され、それ以外の3作は、この単行本のために描き下ろされた。

## 内容
- あなたを守ります　（初出： COMIC NENE　vol.2、松文館、1996年7月）いずれも日付は発行日。発売は前月。
- 女剣士ミユ 縁結びモンスター　（COMIC NENE vol.3、1996年9月）
- 女剣士ミユ 旅の途中で　（COMIC ねね vol.5、1997年1月）
- 貧乏でも…　（COMIC ねね vol.7、1997年5月）
- 退魔でジレンマ (描き下ろし)
- 詩織ちゃん航海日誌 (描き下ろし)
- 家庭教師菜美 がんばって　（COMIC NENE vol.1、1996年5月）
- 家庭教師菜美 もっとがんばって　（COMIC ねね vol.4、1996年11月）
- ようこそ菅原さん (描き下ろし)

## 単行本
- 全1巻1997年10月初刷発売。11月発行。別冊エースファイブコミックス 出版は松文館